# Lago West Hawk
O Lago West Hawk é um lago de água doce localizado na província de Manitoba, Canadá.

## Descrição
Este lago encontra-se localizado da área do Parque Provincial Whiteshell no sudeste de Manitoba Ocidental, sendo a parte central do lago formada pela Cratera do Falcão do Oeste, com 2,44 km de diâmetro e uma idade estimada em 351 ± 20 milhões de anos, causada por um impacto de meteoro num um leito de rocha antiga composto principalmente por granito. 
O largo é circundado em algumas partes das margens por penhascos de granito de apreciáveis dimensões. 
A área geográfica onde este lago está inserido é também conhecida como fazendo parte do Escudo Canadiano que foi formado há biliões de anos. 
Partes do Parque Provincial Whiteshell têm curiosos petroglifos feitos pelos povos das Primeiras Nações, possivelmente há mais de mil anos. 
Existem petroglifos a representar tartarugas, cobras, humanos e padrões geométricos, muitas vezes encontradas em cumes de granito rosa, cumes estes, que foram moldados durante a última idade do gelo.
O lago tem nas suas margens casas particulares, praias públicas, acampamentos e várias estruturas para uso turístico, além de vastas áreas sem intervenção humana. 
Neste lago também é bastante popular o passeios de barco, seja em vela ou não, bem como wakeboard e mergulho. Nas imediações do lago encontra-se a Rodovia Trans-Canadá, e a Trans Canadá Trilho, localizadas na fronteira de Manitoba com o e Ontário.
Este lago tem 115 metros de profundidade  (115 pés), é o faz dele o lago mais profundo de Manitoba.